# De odödliga
De odödliga är en fantasyserie av Tamora Pierce. Det är den andra bokserien om fantasyvärlden Tortall. Huvudperson i denna serie är Daine, en flicka som kan tala med djur.

## Böcker
- 2003 - Vild magi
- 2004 - En bland vargar
- 2004 - Kejsarens magi
- 2005 - I gudarnas rike